# Borups Allé
 For alternative betydninger, se Borups Allé (flertydig).
Borups Allé i København er trods sit navn en bred vej, der strækker sig over 3,1 km fra Jagtvej og Rantzausgade i sydøst til Hareskovvej i nordvest, der senere udmunder i Hillerødmotorvejen. Strækningen forbinder således Nørrebro med Frederiksberg og Nordvestkvarteret/Utterslev. 
Vejen var med en årsdøgntrafik på 52.700 køretøjer i 2010 den næstmest trafikerede vej i København; kun overgået af Lyngbyvej. 
Borups Allé er opkaldt efter L.C. Borup, som fra 1883 var Københavns finansborgmester.
Den måske mest iøjnefaldende bygning på Borups Allé, er Telefonhuset fra 1959 – KTAS gamle telefoncentral – der i dag er TDC's. (Borup Allé 43)